# Moses Sichone
Moses Sichone (Mufulira, 31 maggio 1977) è un allenatore di calcio ed ex calciatore zambiano, di ruolo difensore, vice allenatore dell'Under-17 del Viktoria Colonia e vice allenatore della nazionale zambiana.